# Central Cee
Оаклі Ніл Цезар-Су (англ. Oakley Neil Caesar-Su)  (народився 4 червня 1998 року), професійно відомий як Central Cee, — британський репер із Лондона. Став відомим у 2020 році, завдяки синглам «Day in the Life» і «Loading».  Його перший мікстейп Wild West був випущений 12 березня 2021 року і дебютував під номером два в UK Albums Chart .  Його другий мікстейп 23 був випущений 25 лютого 2022 року та дебютував на першим у UK Albums Chart.
Central Cee досяг подальшого успіху зі своїм синглом «Doja» в липні 2022 року, який посів друге місце в британському чарті синглів і згодом став найбільш транслюваною реп-піснею у Великобританії на Spotify .   У жовтні 2022 року він випустив свій перший міні-альбом No More Leaks  У червні 2023 року він випустив сингл « Sprinter » з Dave, який став його першим синглом номер один у Великобританії та передував їхньому спільному EP Split Decision .  Сингл також став треком-рекрдсменом, протримавшись на першій позиції у чартах Великобританії протягом 10 тижнів. 

### 2020–2021: Вірусний успіх і Wild West

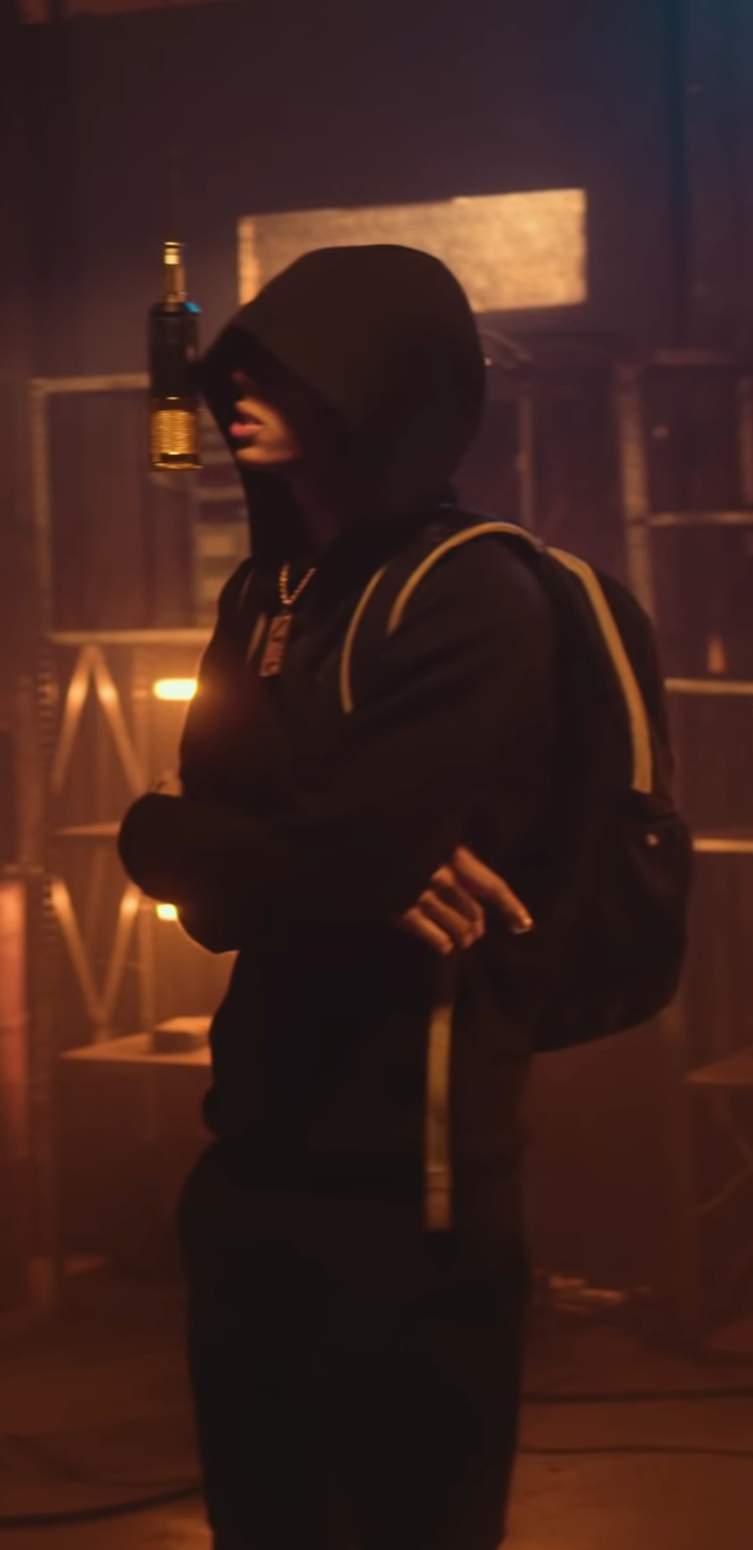
Central Cee виконує свій «Mad About Bars» у фристайлі у 2020 році

## Кар'єра

### 2024–дотепер:Can't Rush Greatness
Реліз його вірусного трека BAND4BAND, в колаборації з репером Lil Baby.